# Скринчук Леонід Юрійович
Леоні́д Ю́рійович Скринчу́к (18 квітня 1938, село Залуччя, нині Подоляни Кам'янець-Подільського району Хмельницької області — 10 жовтня 2009, смт. Чемерівці Хмельницької області) — заслужений працівник сільського господарства УРСР (від 5 жовтня 1978 року). Герой Соціалістичної Праці (17 серпня 1988 року). Депутат Верховної Ради Української РСР 11-го скликання (у 1985—1990 роках).

## Біографія
Леонід Юрійович Скринчук народився 18 квітня 1938 року в селі Залуччя, нині Подоляни Кам'янець-Подільського району Хмельницької області. Батько Юрій Никифорович працював колгоспним їздовим. Мати Дарія Тихонівна була колгоспною ланковою, учасницею першої Всесоюзної сільськогосподарської виставки. 1939 року в Москві її преміювали кравецькою машинкою.
1946 року Леонід розпочав навчання в початковій школі в рідному селі, 1956 року закінчив середню школу в сусідньому селі Підпилип'я. Працював у тракторній бригаді місцевого колгоспу імені Чапаєва, за направленням навчався в технічному училищі № 3 в селі Говори Віньковецького району (нині Говорський професійний аграрний ліцей). Закінчив училище в грудні 1957 року. З 1957 року проходив службу в армії, навчався в Кам'янці-Подільському в сільськогосподарському інституті (нині Подільський державний аграрно-технічний університет). Член КПРС з 1966 року.
Від 1965 року працював у Чемеровецькому районі Хмельницької області. 5 років у селі Юрківці був головним зоотехніком колгоспу імені Котовського, який спеціалізувався на виробництві яловичини. З 1970 року працював головою колгоспу імені Жданова, а з 1975 року працював головою правління колгоспу «Україна» в смт Чемерівці, головою агрофірми «Україна». Від січня 2000 року перебував на пенсії, 2005 року знову очолив агрофірму «Україна».
17 серпня 1988 року надано звання Героя Соціалістичної Праці — за видатні результати у збільшенні виробництва сільськогосподарської продукції на основі освоєння інтенсивних технологій та передових методів організації праці у землеробстві й тваринництві, виявлену трудову доблесть .
Про Леоніда Скринчука писав український письменник Володимир Маняк у подільській повісті «Земля людей», виданій 1988 року видавництвом «Український письменник».
Виростив двох синів. Старший Юрій (народився 11 січня 1964 року) став лікарем, завідудує неврологічним відділенням міської лікарні в Кам'янці-Подільському. Молодший Олег (народився 23 лютого 1972 року) продовжив справу батька: керує сільськогосподарським кооперативом «Україна» села Юрківці Чемеровецького району.

## Нагороди
- Герой Соціалістичної Праці (17.08.1988)
- два ордени Леніна (21.12.1983, 17.08.1988)
- орден Трудового Червоного Прапора (24.12.1976)
- орден «Знак Пошани» (8.04.1971)
- медаль «За трудову доблесть» (6.09.1973)
- медалі
- заслужений працівник сільського господарства УРСР (5.10.1978)